# 特溫格羅夫鎮區 (堪薩斯州格林伍德縣)
特溫格羅夫鎮區（英語：Twin Grove Township）為美國堪薩斯州格林伍德縣轄下的鎮區。2010年美国人口普查中此鎮區人口有488人。

## 地理
特溫格羅夫鎮區涵蓋總面積為148.5平方（57.34平方英里），其中陸地面積為148.0平方（57.14平方英里），水域面積為0.52平方（0.20平方英里）或0.35%。海拔高度344（1,129英尺）。

## 人口統計
根據2010年美國人口普查，特溫格羅夫鎮區人口有488人，其中男性有240人，女性有248人，人口密度為每平方公里3.29人，住房計311戶。鎮區內的白人有473人，非裔美國人有4人，美洲原住民有2人，亞裔美國人有1人，太平洋島裔美國人有0人，其他種族有1人，混血種族則有7人。此外鎮區內有5人為西班牙裔或拉丁裔美國人。此鎮區之年齡中位數為52.1歲，而男性年齡中位數為53.1歲，女性年齡中位數為51.3歲。

## 交通

### 主要公路
- 400號美國國道
- 99號堪薩斯州州道